# جون باكيرو (لاعب كرة قدم)
جون باكيرو (بالإسبانية: Jon Bakero)‏ هو لاعب كرة قدم إسباني في مركز الهجوم، ولد في 16 يوليو 1971 في Goizueta, Navarre ‏ في إسبانيا. لعب مع ريال سوسيداد ب ونادي برشلونة.